# Campionati del mondo di canottaggio 2013
I Campionati del mondo di canottaggio 2013 si sono svolti tra il 25 agosto e il 1º settembre 2013 a Chungju, in Corea del Sud.

## Podi

### Uomini
| Evento                         | Oro | Tempo   | Argento | Tempo   | Bronzo | Tempo   |
| Singolo                        | Ondřej Synek | 6'45"24 | Ángel Fournier | 6'48"91 | Marcel Hacker | 6'49"39 |
| Due senza                      | Nuova Zelanda Eric Murray Hamish Bond | 6'34"98 | Francia Germain Chardin Dorian Mortelette | 6'41"74 | Paesi Bassi Rogier Blink Mitchel Steenmann | 6'45"67 |
| Due con                        | Italia Luca Parlato Vincenzo Abbagnale Enrico D'Aniello                                                                                                   | 7'09"15 | Germania Paul Schröter Bastian Bechler Jonas Wiesen                                                                                             | 7'12"34 | Francia Matthieu Moinaux Laurent Cadot Benjamin Manceau                                                                                       | 7'13"50 |
| Due di coppia                  | Norvegia Nils Jakob Hoff Kjetil Borch | 6'09"51 | Lituania Rolandas Maščinskas Saulius Ritter | 6'10"87 | Italia Francesco Fossi Romano Battisti | 6'12"54 |
| Quattro senza                  | Paesi Bassi Boaz Meylink Kaj Hendriks Mechiel Versluis Robert Lücken                                                                                      | 6'13"95 | Australia Will Lockwood Alexander Lloyd Spencer Turrin Joshua Dunkley-Smith                                                                     | 6'14"58 | Stati Uniti Grant James Seth Weil Henrik Rummel Michael Gennaro                                                                               | 6'15"46 |
| Quattro di coppia              | Croazia David Šain Martin Sinković Damir Martin Valent Sinković                                                                                           | 5'53"57 | Germania Karl Schulze Paul Heinrich Lauritz Schoof Tim Grohmann                                                                                 | 5'54"39 | Gran Bretagna Graeme Thomas Sam Townsend Charles Cousins Peter Lambert                                                                        | 5'54"78 |
| Otto                           | Gran Bretagna Daniel Ritchie Tom Ransley Alex Gregory Pete Reed Mohamed Sbihi Andrew Triggs Hodge George Christopher Nash William Satch Phelan Hill       | 5'30"35 | Germania Hannes Ocik Maximilian Munski Eric Johannesen Maximilian Reinelt Anton Braun Felix Drahotta Richard Schmidt Kristof Wilke Martin Sauer | 5'30"89 | Stati Uniti Ian Silveira Ross James Nareg Guregian Ambrose Puttmann Austin Hack Stephen Kasprzyk Thomas Dethlefs Thomas Peszek Zachary Vlahos | 5'33"92 |
| Singolo pesi leggeri           | Henrik Stephansen | 7'11"13 | Jérémie Azou | 7'12"94 | Péter Galambos | 7'14"38 |
| Due senza pesi leggeri         | Svizzera Simon Niepmann Lucas Tramer | 6'49"85 | Italia Elia Luini Martino Goretti | 6'51"48 | Gran Bretagna Sam Scrimgeour Mark Aldred | 6'52"08 |
| Due di coppia pesi leggeri     | Norvegia Kristoffer Brun Are Strandli | 6'36"04 | Svizzera Simon Schürch Mario Gyr | 6'37"11 | Gran Bretagna Richard Chambers Peter Chambers                                                                                                 | 6'38"04 |
| Quattro senza pesi leggeri     | Danimarca Kasper Winther Jørgensen Jacob Larsen Jacob Barsøe Morten Jørgensen                                                                             | 5'55"68 | Nuova Zelanda James Hunter James Lassche Peter Taylor Curtis Rapley                                                                             | 5'57"28 | Gran Bretagna Adam Freeman-Pask William Fletcher Jonathan Clegg Chris Bartley                                                                 | 5'59"98 |
| Quattro di coppia pesi leggeri | Grecia Georgios Konsolas Spyridon Giannaros Panagiotis Magdanis Eleftherios Konsolas                                                                      | 6'03"44 | Germania Moritz Moos Julius Peschel Jonas Schützeberg Jason Osborne                                                                             | 6'05"55 | Italia Paolo Ghidini Matteo Mulas Andrea Cereda Francesco Rigon                                                                               | 6'07"19 |
| Otto pesi leggeri (dettagli)   | Italia Simone Molteni Catello Amarante II Petru Zaharia Leone Barbaro Stefano Oppo Vincenzo Serpico Francesco Schisano Paolo Di Girolamo Enrico D'Aniello | 6'02"27 | Australia John Price John McDonnell Timothy Widdicombe Alister Foot Blair Tunevitsch Darryn Purcell Nicholas Silcox Simon Nola Timothy Webster  | 6'06"51 | Stati Uniti David Morgenstern Bryan Pape Tobin McGee Brendan Mulvey Dorian Weber Joshua Getz Peter Gibson Sean Gibel Michael Hwang            | 6'10"20 |

### Donne
| Evento                         | Oro | Tempo   | Argento | Tempo   | Bronzo | Tempo    |
| Singolo                        | Kim Crow | 7'31"34 | Emma Twigg | 7'33"57 | Miroslava Knapková | 7'36"88  |
| Due senza                      | Gran Bretagna Helen Glover Polly Swann | 7'22"82 | Romania Roxana Cogianu Nicoleta Albu | 7'25"75 | Nuova Zelanda Kayla Pratt Rebecca Scown                                                                                                  | 7'27"58  |
| Due di coppia                  | Lituania Donata Vištartaitė Milda Valčiukaitė                                                                                                   | 6'51"82 | Nuova Zelanda Fiona Bourke Zoe Stevenson | 6'51"86 | Bielorussia Kacjaryna Karstėn Julija Bičyk                                                                                               | 6'55"90  |
| Quattro senza                  | Stati Uniti Emily Huelskamp Olivia Coffey Tessa Gobbo Felice Mueller                                                                            | 6'43"15 | Canada Sarah Black Christine Roper Natalie Mastracci Cristy Nurse                                                                                  | 6'47"62 | Australia Hannah Vermeersch Alexandra Hagan Charlotte Sutherland Lucy Stephan                                                            | 6'49"26  |
| Quattro di coppia              | Germania Annekatrin Thiele Carina Bär Julia Richter Britta Oppelt                                                                               | 6'41"86 | Canada Emily Cameron Katharine Goodfellow Carling Zeeman Antje von Seydlitz-Kurzbach                                                               | 6'45"02 | Polonia Sylwia Lewandowska Joanna Leszczyńska Magdalena Fularczyk Natalia Madaj                                                          | 6'46"27  |
| Otto                           | Stati Uniti Amanda Polk Kerry Simmons Emily Regan Lauren Schmetterling Grace Luczak Meghan Musnicki Victoria Opitz Caroline Lind Katelin Snyder | 6'02"14 | Romania Cristina Ilie Ionelia Zaharia Cristina Grigoraș Ioana Craciun Camelia Lupascu Andreea Boghian Roxana Cogianu Nicoleta Albu Daniela Druncea | 6'07"04 | Canada Lisa Roman Jennifer Martins Carolyn Ganes Susanne Grainger Sarah Black Christine Roper Natalie Mastracci Cristy Nurse Kristen Kit | 6'09"34  |
| Singolo pesi leggeri           | Michaela Taupe-Traer | 7'50"62 | Aikaterini Nikolaidou | 7'53"23 | Ruth Walczak | 7'548"12 |
| Due di coppia pesi leggeri     | Italia Laura Milani Elisabetta Sancassani | 7'17"31 | Stati Uniti Kristin Hedstrom Kathleen Bertko | 7'20"73 | Germania Lena Müller Anja Noske | 7'22"24  |
| Quattro di coppia pesi leggeri | Paesi Bassi Mirte Kraaijkamp Maaike Head Rianne Sigmond Marie-Anne Frenken                                                                      | 6'49"80 | Stati Uniti Rachel Stortvedt Hillary Saeger Helen Tompkins Nancy Miles                                                                             | 6'54"22 | Italia Greta Masserano Enrica Marasca Giulia Pollini Eleonora Trivella                                                                   | 6'57"06  |

### Gare paralimpiche
| Evento                           | Oro                                                                       | Tempo   | Argento                                                                                | Tempo   | Bronzo                                                                             | Tempo   |
| Singolo maschile                 | Erik Horrie                                                               | 4'35"98 | Ihor Bondar                                                                            | 4'42"62 | Aleksej Čuvašev                                                                    | 4'44"15 |
| Singolo femminile                | Natal'ja Bol'šakova                                                       | 5'13"95 | Birgit Skarstein                                                                       | 5'18"79 | Claudia Santos                                                                     | 5'29"82 |
| Due di coppia misto              | Australia Gavin Bellis Kathryn Ross                                       | 3'58"00 | Francia Perle Bouge Stephane Tardieu                                                   | 3'59"93 | Ucraina Iryna Kyryčenko Dmytro Ivanov                                              | 4'03"34 |
| Due di coppia misto pesi leggeri | Ucraina Kateryna Morozova Dmytro Aleksjejev                               | 3'27"98 | Germania Anke Molkenthin Marcus Klemp                                                  | 3'34"48 | Ucraina Paul Hurley Natalie McCarthy                                               | 4'08"59 |
| Quattro con pesi leggeri misto   | Gran Bretagna Pam Relph Naomi Riches Oliver Hester James Fox Oliver James | 3'16"12 | Italia Paola Protopapa Lucilla Aglioti Tommaso Schettino Omar Airolo Giuseppe Di Capua | 3'21"70 | Sudafrica Shannon Murray Lucy Perold Dieter Rosslee Gavin Kilpatrick Willie Morgan | 3'22"90 |

## Medagliere
| Pos.   | Paese         | Oro | Argento | Bronzo | Totale |
| ------ | ------------- | --- | ------- | ------ | ------ |
| 1      | Italia        | 3   | 2       | 3      | 8      |
| 2      | Australia     | 3   | 2       | 1      | 6      |
| 3      | Gran Bretagna | 3   | 0       | 5      | 8      |
| 4      | Stati Uniti   | 2   | 2       | 4      | 8      |
| 5      | Norvegia      | 2   | 1       | 0      | 3      |
| 6      | Paesi Bassi   | 2   | 0       | 1      | 3      |
| 7      | Danimarca     | 2   | 0       | 0      | 2      |
| 8      | Germania      | 1   | 5       | 2      | 8      |
| 9      | Nuova Zelanda | 1   | 3       | 1      | 5      |
| 10     | Ucraina       | 1   | 1       | 1      | 3      |
| 11     | Grecia        | 1   | 1       | 0      | 2      |
| 11     | Lituania      | 1   | 1       | 0      | 2      |
| 11     | Svizzera      | 1   | 1       | 0      | 2      |
| 14     | Rep. Ceca     | 1   | 0       | 1      | 2      |
| 14     | Russia        | 1   | 0       | 1      | 2      |
| 16     | Australia     | 1   | 0       | 0      | 1      |
| 16     | Croazia       | 1   | 0       | 0      | 1      |
| 18     | Francia       | 0   | 3       | 1      | 4      |
| 19     | Canada        | 0   | 2       | 1      | 3      |
| 20     | Romania       | 0   | 2       | 0      | 2      |
| 21     | Cuba          | 0   | 1       | 0      | 1      |
| 22     | Bielorussia   | 0   | 0       | 1      | 1      |
| 22     | Brasile       | 0   | 0       | 1      | 1      |
| 22     | Polonia       | 0   | 0       | 1      | 1      |
| 22     | Sudafrica     | 0   | 0       | 1      | 1      |
| 22     | Ungheria      | 0   | 0       | 1      | 1      |
| Totale | Totale        | 27  | 27      | 27     | 81     |